# Zračna luka Denver
Zračna luka Denver (eng. Denver International Airport) (IATA: DEN, ICAO: KDEN, FAA LID: DEN), - zračna luka u Denveru, Colorado. Na površini od 140 četvornih kilometara (35,000 hektara) najveća je zračna luka u SAD-u prema ukupnoj površini, a druga najveća po veličini u svijetu nakon međunarodne zračne luke kralj Fahd u Saudijskoj Arabiji. Pista 16R/34L je najduža pista u Sjedinjenim Američkim Državama, duga je 4877 metara. Godine 2011., bila je 11. najprometnija zračna luka u svijetu po putničkom prometu s 52,699.298 putnika.
To je peta najprometnija zračna luka u svijetu po prometu zrakoplova s više od 635,000 polijetanja u 2010. godini. Središte je za niskobudžetne letove za područje SAD-a. Nalazi se u sjeveroistočnom dijelu Denvera, te je pod upravom Grada i Odsjeka za zrakoplovstvo. Proglašena je najboljom zračnom lukom u Sjevernoj Americi od strane čitatelja magazina "Business Traveler Magazine" šest godina za redom (2005. – 2010.)
Središte je nekoliko američkih avioprijevoznika. Jedina je zračna luka u Sjedinjenim Američkim Državama, koja ima ISO 14001 certificirani sustav upravljanja okolišem, koji pokriva cijelu zračnu luku.

## Kontroverze
Postoji mnogo neobičnih činjenica, teorija zavjere i kontroverzi vezanih za zračnu luku Denver. Neobično je, da je baš u Denveru sagrađena najveća zračna luka u SAD-u, koji se u američkim okvirima može smatrati provincijom, jer postoje američki gradovi s puno većim prometom. Premda je najveća američka zračna luka, tek je 11. najprometnija luka na svijetu. 
Prije ove zračne luke, već je postojala zračna luka Stapleton u Denveru. Više nije u upotrebi i razmontirana je nakon izgradnje ove zračne luke. Gradnja nove, sadašnje zračne luke nije išla po planu. Bilo je problema s projektiranjem, organizacijom i izgradnjom. Za razliku od uobičajenog postupka, da jedan graditelj gradi cijeli objekt, zapošljavajući različite izvođače radova ovisno o stupnju izgrađenosti kako projekt napreduje (građevina, struja itd.), ovdje se primjenjivala tehnika različitih graditelja koji su bili zaduženi za neki određeni dio i nakon toga se zapošljavao drugi graditelj za drugi dio posla. Bilo je 400 različitih graditelja i više od 1000 podizvođača. Pet velikih zgrada je izgrađeno, “neispravno”, zatim su zakopane i na njima je izgrađena sadašnja zračna luka. Bilo je predviđeno, da se otvori za promet 1993. godine. Otvorenje je pomicano više puta i otvorena je tek 1995. godine. Ima površinu dvostruko veću od Manhattana.
Piste kada se gledaju u cjelini nalikuju svastici. Zbog pritiska javnosti, dodan je modul i staza na jednom dijelu zračne luke, kako bi se razbio izgled svastike i nisu završeni moduli i staze s tehničkim zgradama na dva kraka zrakoplovne luke, kako bi se javnost umirila. Bivši dužnosnik vlade SAD-a Phil Schneider tvrdi, da je ispod zračne luke sklop podzemnih baza, te da je izmjereno visoko elektromagnetsko zračenje, koje je i sam osjetio u podzemnim tunelima.
Na glavnom ulazu, nalazi se spomen ploća s masonskim simbolima. Unutar spomenika nalazi se vremenska kapsula nepoznatoga sadržaja, koja je zapečaćena tijekom posvete zračne luke, a predviđeno je, da se otvori 2094. godine. Pri kraju spomen-ploče je posveta dvojici lokalnih masona. Nijedna druga zračna luka na svijetu, nema sličnu spomen-ploču. Spomen-ploču podigla je organizacija NWAC ("New World Airport Commission"), grupa lokalnih industrijalaca, koji su organizirali ceremoniju otvaranja. Masoni su sudjelovali u polaganju kamena temeljca pri gradnji denverske zračne luke.

Organizacija NWAC naručila je ogromni kip plavog propetog mustanga, da ga postave ispred zračne luke. Autor kipar Luis Jimenez poginuo je prilikom izrade kipa, kada je dio kipa pao na njega. Kip je dovršen i postavljen 2008. godine. Izaziva uznemirenost, zbog jarkih crvenih očiju, koje svijetle u mraku. Bilo je zahtjeva, da se kip ukloni, ali do toga nije došlo.
Nova uznemirujuća skulptura postavljena je uz Jappesenov terminal (nazvan po Elreyu Jeppesenu izumitelju opreme za sigurnost pilota). Skulptura predstavlja egipatskog boga Anubisa, koji je simbol smrti i zagrobnog života. Kritičari se protive skuplturi, zbog negativne simbolike, pogotovo za jednu zračnu luku.
Unutar zračne luke, nalaze se skulpture vodoriga ili gargojlija. To su mitološke zvijeri nalik na zmajeve ili demone, koje su se nalazile kao skulpture na vrhovima gotičkih katedrala i palača, zbog tjeranja zlih duhova. Iz istog razloga, postavljene su u denverskoj zračnoj luci, ali su jedinstveni primjer modernog praznovjerja u javnim građevinama.
Na podu zračne luke nalazi se slika crnog sunca, kako kruži oko običnog sunca. Crno sunce je simbol okultnog značenja te nacistički simbol. Danas ga često koriste i okultne grupe vezane za njemački neo-poganski pokret, te ne mora nužno imati rasističke i neonacističke konotacije.
Izgradnja je koštala je 4,8 milijardi američkih dolara. Velik dio novaca potrošen je na bizarna dizajnerska rješenja poput deliričnih stupova, koji djeluju uznemirujuće. Postavljena je skulptura astronauta Johna L. Swigerta, koji potječe iz savezne države Colorado i poznat je po znamenitoj rečenici: "Houston, imamo problem". Na skulpturi na ruci ima skupocjeni zlatni sat marke Rolex.

### Murali
Zidovi su oslikani vrlo neobičnim, bizarnim i zastrašujućim muralima, za koje se sumnja, da sadrže teme koje se odnose na buduće vojne represije i jedinstvenu svjetsku vladu. Autor Leo Tanguma tvrdi, da murali pod nazivom "U miru i harmoniji s prirodom" i "Djeca svijeta sanjaju mir" prikazuju ljudsko uništavanje okoliša i genocid, nakon čega će čovječanstvo izliječiti prirodu i živjeti u miru i harmoniji s prirodom. Murali s jako puno detalja prikazuju teme poput gladi, smrti, ubijanja i nasilja. U muralu koji nosi naziv „Rat“ prikazana je stravična figura s gas-maskom u uniformi, koja nalikuje nacističkoj opravi, s golubicom koja bježi ispred isukane preuveličane sablje, a oko središnje figure nalaze se majke koje oplakuju mrtvu djecu, dok se pod nogama središnje figure nalaze djeca koja su već umrla ili još umiru okružena minijaturnim lijesovima. Mural "Global Hiroshima" prikazuje katastrofu, nevine žrtve i izumiranje životinjskih vrsta. Na muralu "Mir", djeca svijeta predaju oružje njemačkome dječaku koji ih pretvara u oruđe. Na tom vrlo detaljnom muralu, nalazi se i hrvatska zastava uz slovensku i staru BiH zastavu s ljiljanima, a djeca su obučena u narodne nošnje. Na muralu "Zemlja starosjedioca" prikazana je indijanska božica Zemlje, ali Indijanci su se ogradili od ovoga murala i nisu u njemu prepoznali ništa od svoje kulture. Dio drugoga murala prikazuje katastrofu, a djevojčica drži komad ploče na kojoj je natpis s mayanskog kalendara o propasti svijeta 21. prosinca 2012., što se nije dogodilo. Na dva murala nalazi se Quetzalcoatl, pernato zmijoliko božanstvo antičke srednjoameričke kulture. Na jednom muralu nalazi se pismo djevojčice iz Drugog svjetskog rata. Posljednji mural sadrži prizor sličan rajskom vrtu.